# Thlypopsis
A Thlypopsis a madarak osztályának verébalakúak (Passeriformes) rendjébe és a tangarafélék (Thraupidae) családjába tartozó nem.

## Rendszerezésük
A nemet  Cabanis német ornitológus írta le 1851-ben, az alábbi fajok tartoznak ide:
- narancssárgafejű tangara (Thlypopsis sordida)
- Thlypopsis inornata
- Thlypopsis fulviceps
- Thlypopsis pyrrhocoma[1] vagy Pyrrhocoma ruficeps[2]
- Thlypopsis ruficeps
- Thlypopsis superciliaris[1] vagy Hemispingus superciliaris[2]
- Thlypopsis ornata
- Thlypopsis pectoralis

## Előfordulásuk
Dél-Amerika területén honosak. Természetes élőhelyeik a szubtrópusi és trópusi esőerdők, mocsári erdők és cserjések. Állandó, nem vonuló fajok.

## Megjelenésük
Testhosszuk 12-14 centiméter körüli.